# Suzy Kendall
Suzy Kendall, née Frieda Harrison le 1er janvier 1944 à Belper dans le Derbyshire, est une actrice britannique.
Surtout connue pour ses films d'épouvante britanniques et italiens, Suzy Kendall est la vedette du premier film de Dario Argento, le giallo L'Oiseau au plumage de cristal (1970), ainsi que de Torso (1973) de Sergio Martino, entre giallo et slasher.

## Biographie
Frieda Harrison suit une formation de dessinatrice de mode à l'Université de Derby et elle où elle étudie la peinture et le graphisme sur tissus. À l'âge de 19 ans, elle ouvre un restaurant grâce à l'argent qu'elle a reçu en héritage, qu'elle revend deux ans plus tard avec un gros bénéfice. Elle s'installe ensuite à Londres, travaille comme mannequin et prend des cours privés de théâtre. Très vite, la séduisante blonde se voit proposer des apparitions comme celui de Prue dans le film de James Bond Opération Tonnerre (1965) ainsi que d'autres petits films.
Après avoir été engagée sous le nom de scène de Suzy Kendall en 1966 sous la direction de James Clavell aux côtés de Sidney Poitier dans le film dramatique Les Anges aux poings serrés dans le rôle de Gillian Blanchard, elle atteint une plus grande notoriété en 1967 grâce au thriller La Nuit des alligators, dans lequel elle jouait la maîtresse d'un homme nettement plus âgé qu'elle. Le film de Peter Collinson est sélectionné à la Berlinale. L'année suivante, elle collabore à nouveau avec Collinson, cette fois dans le film ouvrier Les Bas Quartiers, dans lequel elle est tête d'affiche.
Elle obtient ensuite d'autres rôles principaux, le plus souvent dans des films policiers, des films d'horreur, des gialli et des comédies. Sa prestation la plus exigeante est sans doute le rôle-titre dans la production italo-yougoslave Fräulein Doktor d'Alberto Lattuada en 1969, où elle joue un agent allemand pendant la Première Guerre mondiale. Elle tient également le rôle principal féminin dans le premier giallo de Dario Argento, L'Oiseau au plumage de cristal (1970), ainsi que dans le film d'épouvante italien Torso (1973). Dans la production allemande Bis zur bitteren Neige, une adaptation de Johannes Mario Simmel, Kendall tient le rôle de la mère de Shirley Jordan, une multimillionnaire interprétée par Susanne Uhlen. Dans les années 70, Kendall participe également à de nombreuses productions télévisées.
En 2012, Kendall fait sa première apparition au cinéma depuis 35 ans dans Berberian Sound Studio, présentée dans certaines sources comme la mère du personnage principal Gilderoy, joué par Toby Jones, bien que le générique de fin du film la mentionne comme « special guest screamer » (litt. « invitée spéciale : hurleuse »). Le film parle d'un ingénieur du son qui travaille sur un film d'épouvante italien, ce qui fait allusion à plusieurs apparitions de Kendall dans des films de genre italiens au cours des années 1970.

### Vie privée
En 1968, Kendall épouse le pianiste, comédien et acteur Dudley Moore, et bien qu'ils divorcent en 1972, ils restent amis jusqu'à la mort de Moore en 2002.
Elle se remarie avec le musicien Sandy Harper peu de temps après son divorce. En 2002, elle organise un service commémoratif pour Moore, en présence de son second mari et de sa fille. Kendall vit aujourd'hui à Londres avec son second mari Sandy Harper. Leur fille Elodie Harper est journaliste (à ITV Anglia) et romancière.

## Filmographie

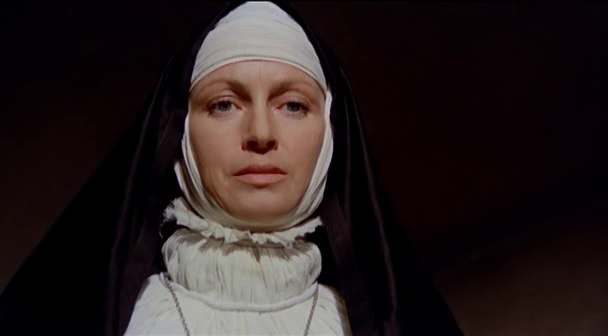
Suzy Kendall dans Une histoire du XVIIe siècle (1973).

### Actrice de cinéma
- 1965 : Opération Tonnerre (Thunderball) de Terence Young : Prue
- 1965 : Le Liquidateur (The Liquidator) de Jack Cardiff : Judith
- 1965 : Up Jumped a Swagman (en) de Christopher Miles : Melissa Smythe-Fury
- 1966 : The Sandwich Man de Robert Hartford-Davis : Sue
- 1966 : Le Cirque de la peur (Circus of Fear) de John Llewellyn Moxey  : Natasha
- 1967 : Les Anges aux poings serrés (To Sir, with Love) de James Clavell : Gillian Blanchard
- 1967 : La Nuit des alligators (The Penthouse) de Peter Collinson : Barbara Willason
- 1968 : Les Bas Quartiers (Up the Junction) de Peter Collinson : Polly
- 1968 : 30 Is a Dangerous Age, Cynthia (en) de Joseph McGrath : Louise Hammond
- 1969 : Fräulein Doktor d'Alberto Lattuada : Fraülein Doktor
- 1969 : The Gamblers de Ron Winston : Candace
- 1970 : L'Oiseau au plumage de cristal (L'uccello dalle piume di cristallo) de Dario Argento : Julia
- 1970 : La Loi du talion (Darker Than Amber) de Robert Clouse : Vangie/Merrimay
- 1971 : Meurtre à haute tension de Sidney Hayers : Julie West
- 1973 : Torso (I corpi presentano tracce di violenza carnale) de Sergio Martino : Jane
- 1973 : Six minutes pour mourir (en) (Fear Is the Key) de Michael Tuchner : Sarah Ruthven
- 1973 : Les Contes aux limites de la folie (Tales That Witness Madness) de Freddie Francis : Ann/Béatrice
- 1973 : Une histoire du XVIIe siècle (Storia di una monaca di clausura) de Domenico Paolella : la mère supérieure
- 1973 : Un tueur sous influence (Craze)  de Freddie Francis : Sally
- 1974 : Spasmo d'Umberto Lenzi : Barbara
- 1975 : Bis zur bitteren Neige de Gerd Oswald : Joan Jordan
- 1977 : Un détective trop privé (en) (Adventures of a Private Eye) de Stanley Long : Laura Sutton
- 2012 : Berberian Sound Studio de Peter Strickland : la femme qui hurle (caméo)

### Actrice de télévision
- 1965 : The Troubleshooters : Sandra Spratt
- 1966 : The Spies : Polly Katt : Polly Katt
- 1965 : R3 : Diana McHale
- 1971 : Amicalement vôtre (The Persuaders) : Kay Hunter
- 1977 : Van der Valk : Marijka